# Grand Case
Koordinaten: 18° 6′ N, 63° 3′ W
Grand Case (auch Grand-Case) ist ein Ort auf der Insel St. Martin im französischen Überseegebiet Saint-Martin in der Karibik.
Der Ort liegt im Norden der Insel am Anguilla Channel, der Meerenge, die St. Martin von Anguilla trennt.
In der Nähe befindet sich der Regionalflughafen Saint-Martin – Grand-Case. Internationale Flüge nach St. Martin erfolgen über den im niederländischen Teil der Insel, Sint Maarten, gelegenen Princess Juliana International Airport.